# Кухарево (Рославльский район)
Кухарево — деревня в Рославльском районе Смоленской области России. Входит в состав Астапковичского сельского поселения. Население — 22 жителя (2007 год). 
Расположена в южной части области в 3 км к юго-западу от Рославля, в 2 км севернее автодороги А101 Москва — Варшава («Старая Польская» или «Варшавка»), на берегу реки Становка. В 2 км юго-восточнее деревни расположена железнодорожная станция Астапковичи на линии Рославль — Кричев. 

## История
В годы Великой Отечественной войны деревня была оккупирована гитлеровскими войсками в августе 1941 года, освобождена в сентябре 1943 года.